# Горгона (острів, Колумбія)
Горгона (ісп. Isla Gorgona — острів вулканічного походження у Тихому океані. Належить Колумбії, адміністративно належить до департаменту Каука. З 1985 року острів цілком з навколишньою акваторією є національним природним парком з однойменною назвою.

## Географія

Острови Горгона та Горгонілла

Острів розташований за 26 км від материка. Довжина — 8,5 км, ширина — 2,3 км (в найширшій частині), площа — 26 км². Найвища точка Горгони — гора Серро-Ла-Тринідад (338 метри). Східна частина острова полога, на ній розташовані кілька пляжів з білим піском, західна — уривиста та скеляста. Трохи на південний захід від Горгони розташований її «супутник» — острів Горгонілла (розмір — 1,4 на 0,4 км, площа — 0,5 км², найвища точка — 90 метрів). Горгону від Горгонілли відокремлює вузька протока Таска. До землетрусу 31 березня 1983 року під час відливу можна було перейти з одного острова на інший бродом, але нині пролив заглибився. Неподалік від Горгонілли з води здіймаються декілька скель, найвідоміша з яких називається ісп. El Viudo —«Вдовець».

## Клімат
Середньорічна температура повітря — 27 ° С, вологість — 90%. Часті дощі і тумани, опади складають близько 6700 мм на рік. Найбільш дощові місяці — вересень і жовтень, відносно сухі — лютий і березень. Температура води біля берегів — від 23 ° С на глибині 25 метрів до 27 ° С на поверхні.

## Тваринний світ
Через свою ізольованість від материка протягом мільйонів років, на острові зустрічаються рідкісні види тварин і рослин, багато з яких є ендеміками Горгони. Налічується 17 видів ссавців, 155 видів птахів (в т. ч. 75 — перелітні), 41 вид плазунів (в т. ч. 12 — змії)
Смертельно отруйні змії
- Bothrops asper[en]
- два види коралових змій[en]

Малоотруйні та неотруйні змії
- Удав справжній
- Мусурана
- Звичайна ременеподібна змія
- Leptodeira annulata[en]
- Тонка змія звичайна
- Mastigodryas boddaerti
- Гостроголова змія коричнева

Ссавці
- Cebus capucinus[en]
- Bradypus variegatus
- Proechimys semispinosus
- Агуті плямистий
- Понад десятка видів кажанів

Птахи
- Thamnophilus
- Coereba flaveola
- Cyanerpes cyaneus
- Олуша блакитнонога
- Пелікан бурий
- Фрегат карибський
- Сула білочерева

Інші тварини

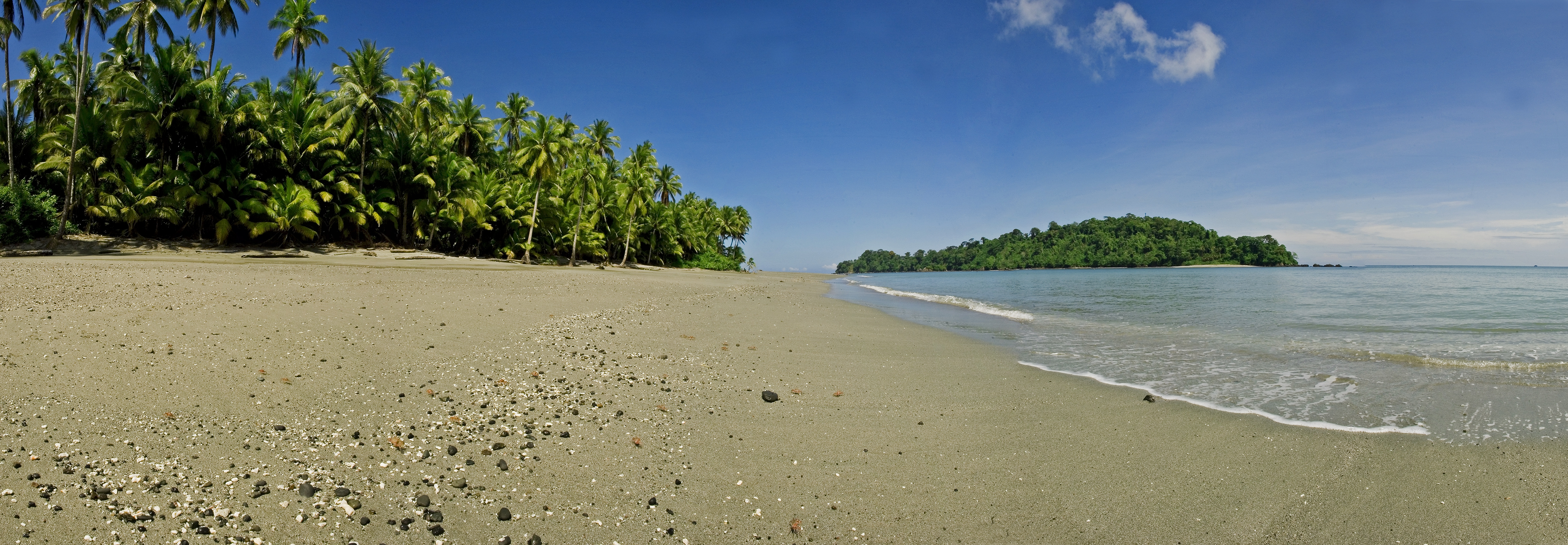
Пляж на острові Горгона

- Anolis gorgonae — ящірка, яка перебуває на межі зникнення через появу на острові ворога — Basiliscus galeritus[en]
- Atelopus elegans — жаба, яка перебуває на межі зникнення[3]
- Щорічно, у червні-жовтні, під час сезонних міграцій у острова проходять горбаті кити.

## Історія
На острові знайдені залишки поселень людини, що датуються XIII століттям до Р.Х., зокрема, петрогліфи. 1524 року на Горгону вперше ступила нога європейця — першовідкривачем вважається іспанський конкістадор Дієго де Альмагро, який назвав острів Сан-Феліпе. Три роки по тому на острові рятувався від індіанців інший конкістадор Франсіско Пісарро зі своїм загоном в 13 чоловік. Вони провели на острові сім місяців, чекаючи на допомогу і провізію, і за цей час більше половини загону загинуло від укусів отруйних змій — тому Пісарро дав острову нинішнє ім'я, маючи на увазі відому Медузу Горгону.
В 1679 році на острові понад місяць прожив англійський пірат Бартолом'ю Шарп, в 1709 році на ньому рятувався інший пірат, Роджер Вудс. Взагалі, через велику кількості прісної води і хорошу деревину острів регулярно служив проміжної стоянкою для кораблів, що прямують з Панами в Перу і назад.
В 1820-х роках Симон Болівар подарував острів одному зі своїх воєначальників, Федеріко д'Кросу, в знак його заслуг у битві біля болота Варгас. До 1870 року на острові проживала невелика громада метисів, що займалась рибальством. Приблизно в ті роки якийсь Рамон Райан викупив частину острова у спадкоємців д'Кроса, і незабаром на Горгоні з'явилася перша Асьенда, яка, втім, проіснувала недовго, бо була знищена в перший же рік Тисячеденної війни.
Першу половину XX століття Горгона була практично не населена. 1959 року острів був перетворений у в'язницю строгого режиму, там містилися переважно вбивці та ґвалтівники. В'язниця була організована за подобою фашистських концтаборів: ув'язнені спали без матраців і подушок, санвузли являли собою звичайні дірки у підлозі. Втечі перешкоджали численні отруйні змії на землі і акули в океані. Проте одна успішна втеча з цієї в'язниці все ж була здійснена. Серійний вбивця Даніель Камарго Барбоса, засуджений на 25 років, залишив острів 24 вересня 1984 года, спорудивши маленький пліт. На наступний день він причалив до континенту, при цьому спочатку уряд Колумбії оголосила, що Камарго загинув в океані. Відразу взявшись «за старе», Камарго за півтора року вбив і зґвалтував 71 дівчинку в Еквадорі, перш ніж був спійманий поліцією в Кіто. Другий раз він був засуджений на 16 років ув'язнення, але був убитий сусідом по камері в 1994 році. Відразу після втечі Камарго в'язниця була закрита, на початок ХХІ сторіччя її будови густо вкриті рослинністю джунглів і майже не помітні.
Незабаром після цих подій острів був оголошений національним природним парком. Його площа (разом з прилеглою акваторією) 619,8 км². Постійного населення на Горгоні немає, лише співробітники та гості парку; побудовані готель і ресторан, максимальне одноразове перебування на острові понад 70 гостей поки неможливо, будується ще один готель на 50 постояльців. Заборонені «дикі» кемпінги, через змій не можна ходити без високих чобіт ніде, крім своєї кімнати та пляжу.